# Clusiodes pictipes
Clusiodes pictipes är en tvåvingeart som beskrevs av Zetterstedt 1855. Clusiodes pictipes ingår i släktet Clusiodes och familjen träflugor. Arten är reproducerande i Sverige. Inga underarter finns listade i Catalogue of Life.